# Yosvani Kessel
Yosvani Kessel Goire (ur. 24 lutego 1977) – kubański judoka. Olimpijczyk z Sydney 2000, gdzie zajął dziewiąte miejsce w wadze półciężkiej.
Startował w Pucharze Świata w 1997, 1999 i 2000. Wicemistrz igrzysk panamerykańskich w 1999. Triumfator igrzysk Ameryki Środkowej i Karaibów w 1998. Brązowy medalista mistrzostw panamerykańskich w 1998 roku. 

## Letnie Igrzyska Olimpijskie 2000
| Konkurencja | Eliminacje          | Eliminacje            | Repasaże              | Klas. końcowa |
| Konkurencja | Przeciwnik I        | Przeciwnik II         | Przeciwnik I          | Miejsce       |
| ----------- | ------------------- | --------------------- | --------------------- | ------------- |
| 100 kg      | Kōsei Inoue (JPN) P | Daniel Gowing (NZL) Z | Ari’el Ze’ewi (ISR) P | 9.            |